# Jristofórivka
Jristofórivka (en ucraniano: Христофорівка, romanizado: Jrystoforivka) es un pueblo ucraniano perteneciente al óblast de Dnipropetrovsk. Situado en el centro del país, es parte del raión de Krivói Rog y del municipio (hromada) de Lozuvatka.

## Toponimia
El nombre del lugar en ruso es Jristofórovka (en ruso: Христофоровка).  

## Geografía
Jristofórivka se sitúa a orillas del río Bokovenka (subafluente del Inhulets), 36 km al noroeste de Krivói Rog. El río Bokovenka se represa en el lugar para formar el embalse de Jristofórivka.

## Historia
Según la leyenda, en este lugar hubo una vez un pueblo, pero todos sus habitantes murieron a causa de la peste en 1770. El nombre proviene de un tal Jristofor (en ucraniano: Христофор), que era el dueño del pueblo y que murió durante la epidemia de peste.  
La localidad actual de Jristofórivka fue fundada en la década de 1930. En 1936 comenzaron los trabajos de desarrollo de los yacimientos de lignito cerca de Jristofórivka. 
El lugar fue ocupado por las tropas de la Wehrmacht en la Segunda Guerra Mundial, del 13 de agosto de 1941 a marzo de 1944. 
En 1947 se puso en funcionamiento la mina de lignito nº1 y en 1957 la mina nº2. Jristofórivka tiene el estatus de asentamiento de tipo urbano el 12 de abril de 1958.Debido al agotamiento de los recursos, la mina nº1 fue cerrada en 1958 y aunque se suponía que la mina nº2 funcionaría durante 17 años, también se cerró en 1964. En el lugar de la mina n°2 se construyó una fábrica para la producción de bloques refractarios y productos de hormigón para dar empleo a los trabajadores despedidos, que se puso en funcionamiento en 1969.
En 2023, la localidad perdió el estatus de asentamiento de tipo urbano debido a la eliminación de este estatus administrativo.

## Demografía
La evolución de la población de Jristofórivka entre 1959 y 2022 fue la siguiente:
| 4366                                                          | 2448 | 2351 | 2039 | 1583 | 1459 | 1450 | 1312 |
| (Fuente: Cities & Towns of Ukraine y UKRAINE: Größere Städte) |      |      |      |      |      |      |      |

Según el censo de 2001, la lengua materna de la mayoría de los habitantes, el 93,7%, es el ucraniano; del 6%, el ruso.

## Infraestructura

### Transporte
La estación de tren más cercana está en Haikivka, unos 5 kilómetros al suroeste, en la línea ferroviaria que conecta Krivói Rog y Dolinska, con más conexiones a Cherkasy y Odesa. 
Jristofórivka tiene acceso a la autopista H11 que conecta Krivói Rog con Mikolaiv y a la autopista H23 que conecta Krivói Rog con Kropivnitski.